# 골프백

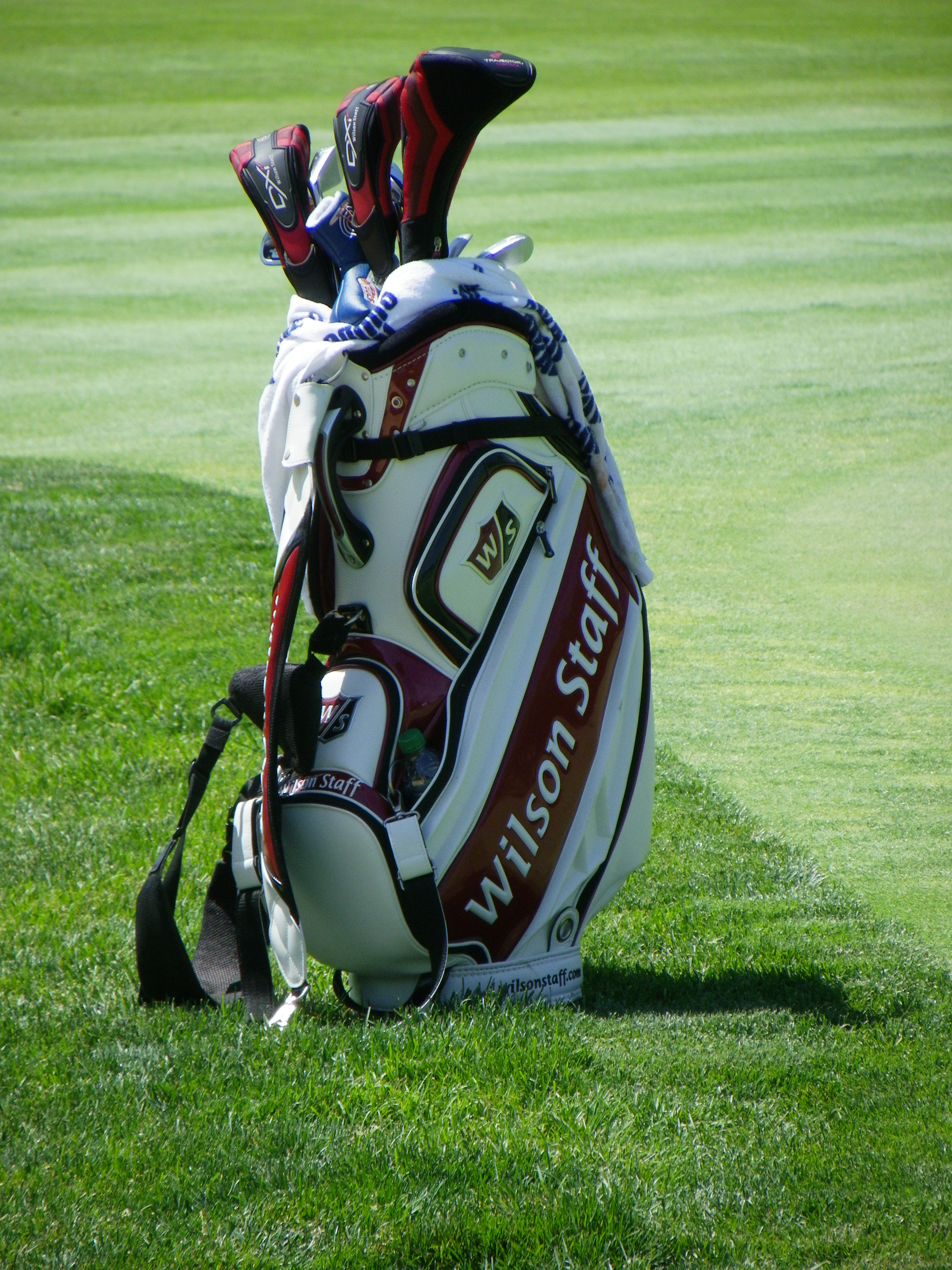
골프백

골프백(영어: golf bag)은 골프채를 보관하기 위한 가방이다. 종류로는 어깨 주위에 착용하는 휴대용 골프백 (캐리 백)과, 2개의 바퀴가 달린 가방 (카트 백)이 있다.
골프백에는 골프채 뿐만 아니라 비옷, 바람막이, 골프공, 장갑 등의 골프 장비를 넣기도 한다.